# جبال فرخويانسك
جبال فرخويانسك (بالروسية: Верхоянский хребет)‏ نسبة لمدينة فرخويانسك هي سلسلة جبلية تقع شرق سيبيريا وتمتد عبر جمهورية ساخا أو ياقوتيا لمسافةِ ما يقربُ من ألف كم (ستمائة ميل)، وتشكل هذه السلسلة الجبلية قوسًا ضخمًا بين نهري لينا وألدان من ناحية الغرب ونهر يانا من ناحية الشرق، وترتفع لقرابة 2,480 مترًا (8,150 قدمًا) عند الجهة الجنوبية، وتتوافر بها طبقات رسوبية من الفحم الحجري، والفضة، والرصاص، والزنك، وتقع السلسلة غرب حدود الصفائح التكتونية لــأوراسيا وأمريكا الشمالية.
ويُعد هذا الجزء من العالم المنطقةَ المأهولةَ سكانيًا الأقل حرارة على الإطلاق؛ حيث تتراكم طبقات سميكة من الجليد على أراضيها معظم فصول السنة، وأثناء حقبة العصر الجليدي الأخير احتوت السلسلة الجبلية على أنهار جليدية كبيرة، وتبدو هذه الجبال في فصل الصيف صورة طبق الأصل من جبال «الألب».